# 約翰·施夫碧克
約翰·施夫碧克（丹麥語：John Sivebæk，1961年10月25日—）是一名前丹麥防守球員，乃1992年歐洲國家盃冠軍隊成員。
其子也是職業足球員。

## 國家隊生涯
施夫碧克於1982年5月5日丹麥主場對瑞典的比賽中开始其國家隊生涯。
他曾代表國家隊參與1984、1988和1992三屆歐洲國家盃，並助丹麥成功於1992年封王。

## 國家隊入球
所有比分以丹麥入球先行。
| # | 日期           | 場地           | 對手   | 入球 | 賽果 | 賽事               |
| - | -------------- | -------------- | ------ | ---- | ---- | ------------------ |
| 1 | 1985年11月13日 | 都柏林，愛爾蘭 | 爱尔兰 | 3-1  | 4-1  | 1986年世界盃外圍賽 |

## 榮譽
球員時代
維爾
- 丹麥甲組聯賽冠軍: 1984
- 丹麥盃冠軍: 1981

丹麥國家隊
- 歐洲國家盃冠軍： 1992